# ロボットポンコッツ
『ロボットポンコッツ』は、ハドソンが発売したコンピューターゲームのシリーズである。略称はロボポン。開発はレッドカンパニー（現：レッド・エンタテインメント）と共同で行われた。

## 概要
ロボットポンコッツ（ロボポン）と呼ばれる野生のロボットを捕獲して育成し、他のオーナー（ロボポン所有者）と対戦するというシステムで、『ポケットモンスター』の影響を強く受けた内容となっている。
キャラクターデザインは水谷謙之介（現：水谷謙太）が担当しており、ロボポンのデザインには実在する人物や既存のキャラをモチーフにしたものや、性に関するものをモチーフにしたものなどがあるのも特徴のひとつである。当初の企画では、よりロボットらしいデザイン中心であったことが関係者のTwitterで明かされている。
『コミックボンボン』でのタイアップも行われ、同誌での漫画化もされたほか、『サイボーグクロちゃん』の登場人物であるクロちゃんが、ロボポンとして登場している。
日本国外では『Robopon』のタイトルで、『1』の初期2バージョンと『2』が発売された。
音楽は「ロボットポンコッツ」シリーズ（ゲームボーイカラー）、『ロボットポンコッツ64 〜七つの海のカラメル〜』のいずれもACEが担当している。

## ロボットポンコッツ

### 連動機能
初代4作には、ゲームソフトにボタン電池式の内蔵時計とスピーカーが内蔵されており、内蔵時計を利用したいくつかの機能を持つ。
時間帯や経過時間によってイベントが発生したりすると、スピーカーで知らせる。マップを散策することでエンジェルおじさんと呼ばれるキャラから時間帯での各種補正イベントをランダムで得ることができる。
また、家庭用のリモコンを使うことで、ロボポンに何らかの変化を与えるIRシステムを搭載している。NINTENDO64の64GBパックを使うことで、64版と連動させることもできる。

### ロボポンの入手
『1』のほうは、磁石で捕まえるという方式を取っており、棒磁石、U磁石、電磁石と続いて捕獲成功率が上がっていく。得たロボポンはパートナーとして同行させたり、主人公の会社で派遣を行ったり、売却したりすることができる。なお、続編ではこれとは異なる方法でロボポンを入手するようになっている。
ソフトに内蔵されている時計の時間によっては各マップで出現するロボポンが変化する。

### 育成
バトロボ（戦闘）後に、戦闘に参加したロボポンに経験値が与えられる。経験値を溜めることでレベルが上がる。また、ロボポンによっては経験値とともに貰える「エネだま」を溜めることができ、一定量溜めることで研究所で進化させることができる。進化すると、ステータスが上がる他、種族が変わったりする場合がある。
ロボポンに搭載されているCPUは、研究所で購入する事により性能を上げる事が可能。下記の戦闘で指示に従うようになったり、スピーダーでの判断力が向上する。

### 会社経営
本作では会社の社長という立ち位置があるため、資金を投資して会社を増築したり、入手しているロボポンを下記に記載されている時計の連動機能で時間を指定し、町に派遣させることができる。増築すると様々な機能の部屋や褒章を獲得でき、派遣が成功すると経験値やアイテムを獲得できる。
派遣は遊べない時間を利用して、プレイせずとも育成することができる利点を持つ。

### ステータス・装備
ロボポンは武器パーツとソフトと呼ばれるアイテムを装備することができる。
ソフトとは、バトラー（詳細は後述）で属性攻撃（または回復技）を行うために必要な装備で、ソフトにはレベルが設定されている。レベル数は、名前と同じソフトをレベル数分装備している扱いになる。また、装備しているソフトの「属性の組み合わせ」により、強化技や特殊な技を使うこともできる（例：「ファイア」+「ファイア」→「ナパーム」、「ファイア」+「アクア」→「スチーム」等。3つ以上の組み合わせもある）。なお、基本的に威力は低いが、エネルギーを消費しない通常攻撃もある。
ロボポンには3つの種族が存在し、攻撃が得意でソフトを交換できる「アーム族」、素早さが高くこちらもソフトを交換できる「ムーブ族」、防御力が高いが武器パーツとソフトが交換できない「ブート族」に分けられる。
攻撃力や防御力、体重などあらゆるパラメータは、以下のバトルジェネシス5に大きくかかわっている。

### 戦闘
「バトルジェネシス5」と呼ばれる5つの戦闘方式があり、どれで戦うかによって戦闘方法は以下のように変わる。なお、常に1対1である。この戦闘方式は、続編の『2』にも継承された。
バトラー
ロボポンに設定した技やアイテムなどのコマンドを選択して戦う方式のバトル。相手の所有しているロボポン（最大4体）を戦闘不能にすることが勝利条件。他の育成RPGのコマンドによる戦闘と同じである。
フィールド上でのエンカウントによる戦闘もこの方法で行う。
ジャンパー
1対1でスキージャンプ台から飛んだ飛距離で競う。
スピードが速く軽いロボポン、特にムーブ族のロボポンに有利な戦闘方法。また、滑空中はボタン連打で滞空時間を延ばせる。
シールダー
複数あるパネルを互いにめくりあい、パネルに書かれた効果（ダメージや回復など）をロボポンに与え続ける耐久戦。体力の高いロボポンが有利であるが、プレイヤー自身の運も勝利要素に含まれる。
パンチャー
パンチングマシーンによる攻撃威力を競う。
画面上には威力を示すランダムな数値が表示され、ボタンを押すことで数値を決める。攻撃力の高いロボポンが有利。
スピーダー
すばやく迷路を脱出させることが目的。ロボポンの行動はコンピュータ操作の判断によるため、プレイヤーは干渉できない。
スピードが速く、CPU性能の高いロボポンが有利。

### 音楽
ACE（工藤ともり、CHiCO）

### 1作目のバージョン一覧
- ロボットポンコッツ SUNバージョン（ゲームボーイカラー） - 1998年12月4日発売
- ロボットポンコッツ STARバージョン（ゲームボーイカラー） - 1998年12月4日発売
- ロボットポンコッツ ボンボンバージョン（ゲームボーイカラー） - 1999年12月24日発売
  - 限定販売された。新イベントなど追加された点もあるほか、当時の『コミックボンボン』で連載されていたキャラクターが登場しており、主人公や一部のロボポンのグラフィックを、タモリはタルがリファインしている。
- ロボットポンコッツ MOONバージョン（ゲームボーイカラー）
  - ボンボンバージョンをゲームの世界観に再アレンジしたもの。

## ロボットポンコッツ64 〜七つの海のカラメル〜
1999年12月24日にNINTENDO 64用ソフトとして発売。伝説のロボポン「カラメル」のパーツを探しに、海上を船で移動し、7つの海を渡るというストーリー。主人公及び船員のグループは2種類あるが、特にストーリーに違いはない。海域の移動は船での航行となっており、燃料を消費する。この燃料は船内活動での釣りやバトロボで入手可能。途中で船を乗り換えることもできるが、船ごとに消費する燃料も変化する。
本作では、アーム族をさらに細分化したタイプが存在し、それに応じた装備をする必要がある。システムも独自のものになっており、レベル表記は数値ではなくアイコンで表現され、パラメータ育成については主人公の乗る船内にあるトレーニングルームを使用するか、敵との戦闘で増加させることができる。
64GBパックを使用することができ、GB版1作目を使用した場合はGBソフト内での一部のロボポンの交換や対戦することができる。それ以外のゲームボーイ用のソフトからは、ロボポン達の食べ物を作り出す事が可能。
エンカウントについては海を漂う他の船に遭遇したり、点在する島で挑まれる物に分かれる。戦闘はバトラーのみであるが、3Dのフィールドを使用したものでロボポンを動かすことが可能。攻撃対象の向きによってダメージ量がある程度変化する。エネだまはバトル中にフィールド内に投下され、摂取するとHPの増減などが起こるようになっている。

### ロボポンの船内活動
本作では、同船しているロボポンたちに船内での活動を指示できる。魚釣りや食事、トレーニング、シャワーなど様々で、これによってアイテムの入手やステータスの強化が可能。一度に活動指示できる数は有限で、ベッドで就寝すると回復する（燃料を消費）。
また、ロボポンには体調が設定されており、それに応じてバトロボ中の行動速度に影響を及ぼす。船内活動でリフレッシュを行うことで回復する。

### ロボポンガーデニング
本作におけるロボポンの入手方法。植物のように、ロボポンやソフトの元となる「シード」を鉢植えに埋めて就寝を繰り返し、育てて手に入れる。植物と同様に船内活動で掃除するなどして環境に配慮を行わないと、何者かに実を食べられることがある（その場合、防衛のミニゲームが行われる）。

### 音楽
ACE（工藤ともり、CHiCO）

## ロボットポンコッツ2
2001年9月13日に発売された、ゲームボーイアドバンス用ソフト。リングバージョンとクロスバージョンの2種類ある。カートリッジ1本で遊べる通信機能を備える。
戦闘方法の一つである「バトラー」が単体戦闘から4on4（4対4）の複数体同時戦闘形式に変更。中央のバトルリールが時折止まるようになっており、止まった絵柄によってさまざまな効果が起こる。他にも、さまざまな点で変更、追加点がある。
本作ではタイムトラベルを利用して過去と現在を行き来し、マップを攻略していく。

### 一作目との主なシステムの違い
基本システムの変更
- ロボポンに「とくこう（特殊攻撃）」「とくぼう（特殊防御）」のステータス追加。
- ブート族の細分化（マテリアル、ヒューマン、アニマル、モンスターの4種類）。
- ロボポンのレベルアップにより、ソフトによらない固有技を覚える。これにより、ブート族の攻撃手段が多様化。
- エネだま進化の廃止（代わりに一定レベルになったときに研究所に行けば進化させてもらえる）。
- 戦闘中の捕獲の廃止。
  - 代わりにイベント等の一部を除き、後述の「スパーク」で誕生する。
- ロボポンタワーのシステムの変更（一作目ではお金を払うごとに大きくなっていたが、今作ではロボポンを預けるごとに大きくなっている）
- 時計およびそれに連動したシステムの廃止（アドバンスのカセットによるもの）
  - その代わりとして、特殊なキノコを集めることで複数種生まれる「トーイ」というキャラクターと同行することで、特殊効果を得られる。
- ロボポンのCPUの廃止。
- 前作の合体技のほとんどが削除。
- 4on4になったことで、複数ロボポン対象技が使用可能になった。単体効果を全体に変更する付加ソフト「ヘイター（攻撃用）」「ラブ（味方用）」は、使用者のオイル型と効果対象のオイル型の相性で効果対象が判別される。

### スパーク
本作におけるロボポンの入手方法。様々な種類のある電池を2つ組み合わせ、スパークさせることでロボポンを生み出す。『2』では野生のロボポンを捕獲する事が出来ないので、一部のイベントを除いて、ロボポンの入手手段はこの方法以外にない。電池は拾う、バトロボで勝利する、ガシャポンを使うといった方法で得ることができる。プレイヤー同士が持ち寄った4本の電池を使用する「通信スパーク」も存在し、この方法でしか入手できないロボポンもいる。

### ミニゲームでの変化
- ジャンパーの操作方法、試合形式の変更。
- スピーダーの廃止、シールダーはアミダーに変更。
- パンチャーのグラフィックの表示変更。

## 漫画版シリーズ
『コミックボンボン』で原作：下田淳、作画：タモリはタルによる漫画版も連載された。基本的なストーリーはゲーム版（『1』はサンバージョン）に準じているが、本作オリジナルの設定やエピソードも追加され、その他台詞や展開も一部変更されている。また、登場するロボポンのデザインに特徴的な独自のアレンジを加えている（同誌で限定発売された「ボンボンバージョン」で何体かのロボポンがタモリのタッチ風グラフィックにアレンジされた。また、GBA版の『2』でも一部、タモリがデザインしたものがある）。ストーリーの展開については、元のゲーム版の内容を広げるような王道的な少年漫画となっている。
また、児童漫画雑誌連載であるにもかかわらず、登場する女性キャラクター（特にロル）がことごとく巨乳であり、連載が進行するにつれて乳房・乳首ともに現実では有り得ないほどのサイズに巨大化し、最終的には直径数十センチの巨大な球体が胸にぶら下がっているような姿へと化した（第1作目のボンボンバージョンの説明書のキャラクター紹介でのロルの場合は、コンシューマーゲームのため、控えめにされている）。
連載時期の関係上「64版」については航海というテーマと一部の舞台が出る程度になっているが、後にタモリのTwitter上で64版のキャラが書き起こされている。
『2』の連載後、後年の世界を描いた漫画オリジナルの『ロボットポンコッツ豪』が短期間連載された。
2013年には単行本の復刊が決定し、グレイテスト編4巻分から描き下ろしを加えた新装版（上・下巻）が発売された。2015年には続編としてグレイテスト編の5巻+スペシャリスト編を収録した新装版が発売された。

### ロボットポンコッツ（グレイテスト編）
軽い気持ちで祖父から貧乏会社の社長職を受け継いだユースケ。仕事を増やそうと奔走するうち、最強のロボポン使いを決める「グレイテスト戦」の存在を知る。会社の名前を売るチャンスと、ユースケは参戦を決意。果たしてユースケたちの運命は?増える一方の借金は返せるのか?そして、ユースケの相棒・ロボまるに隠された秘密とは…?

#### スポロロボテック社関係者
ユースケ
『1』・『2』を通じての主人公で14歳。祖父のスポロより、ヘルパーロボポン派遣会社（要はロボポンを使ったなんでも屋）・「スポロロボテック社（SR社）」の社長職と1億円の借金を受け継ぐ。 短気な熱血漢な上、ノリと勢いで突き進む性格は、ナースに「いきあたりばったり」と評されるが、社員を家族と考えるほどに社員思いであり、それゆえに時に呆れられながらも社員たちからの信頼は厚い。バーモント編で衣装が変わった。
追い詰められたときはその場で思いついたスポロロボテック社社訓で仲間を鼓舞する。人間相手での戦闘能力も高く、スパナを武器に戦うことがある。愛用のゴーグルはスペシャリスト編にてレイナによって特殊加工され、終盤ではこれを使ってデスガイア内を迷わず進むことができた。最終回エピローグではスペシャリスト戦の途中でゼロ一派との決戦に突入したこともあってS5止まりとなっており、ビスコとの喧嘩からバトロボに発展している姿が見られた（観戦していたマーシャルいわく、連続十日目とのこと）。
ロボまる
『1』・『2』を通じての主人公ロボポンで、SR社社員第1号。少々気弱だが純真かつまっすぐな性格で、名実ともにSR社のエース。
「根性（ガッツ）メタル」という特殊な金属を外装として使用しており、ロボまるの成長とともに防御力が強化される。
アーム型ロボポンであり、2からメタモルアームの力により「ロボマルス」・「カスタまる」への進化（変身）能力を身につける。ロボマルス時の変身持続時間は三分で、カスタまるへの「超変身（ちょうへんしん）」はそれを過ぎてから一度だけ行える。デスガイア内での最終決戦では、ストーン・マーシャル・コナース・ユキダン・キュータ・カミサマ・ナースのエネルギーを大量につぎ込んだタンサンの腕を換装して彼らの能力をボディに反映し（ナースのみ装備や本人のツッコミ方とは関係ないハリセンでのツッコミ攻撃だった）、最後はユースケと自身の根性を籠めたファイアナックルでデビクロアを撃破した。エピローグではビスコ&ノロイダーとのバトロボにて、彼がファイアナックルを繰り出す姿で物語を締め括っている。
ゲーム本編では、1のサンバージョンで最初にもらえるロボポンである。ゲーム版でのデザインはドラム缶のような胴体を持ったロボポンであったが、漫画版では胴体や四肢がはっきりと分かるものにデザインされている。
使用技
ファイアナックル（ファイア）
ロボまるが最初に使用したソフトによる技。開閉する手首部分から炎を出す。スポロ博士とヘッド博士によって作られた。
初使用はグレイテスト7・ノロイダー戦。腕部ごと切り離した「ファイアナックル=ミサイル」として使用したり、空中で方向転換に使ったりと広い用途をもつ。
ナパームナックル（ファイア+ファイア）
両腕からファイアナックルを放つ技で、ファイアナックルと比べて威力が向上。以前から持っていたファイアのソフトと、マーシャルから譲り受けた2つ目のファイアのソフトを組み合わせることで使用可能に。初使用はチネン・ピッチ軍団戦。片手でも使用可能。
アクアナックル（アクア）
手首部分から勢いのある水流を出す技。5巻の始めでアクアのソフトを追加したことにより使用可能に。初使用は、航海前に行った腕試しにて。
スチームナックル（ファイア+アクア）
掌部分から高温の蒸気を送り込む。ファイアとアクアのソフトを組み合わせることで使用可能になる。ジャワ&ククレ・グラジ戦で一度だけ使用。
ロボまるハンマー
ユースケと体をロープで結び付け、ユースケが振り回すことで得た勢いを利用し、大勢の相手をパンチで吹き飛ばす合体技。バーモント編にてバーモント一家兵士相手に使用。
メタモルアーム
スポロの改造によって右手に追加された機能。使用するとその場の状況に合わせて最適な形に勝手に変形する。当初は制御が困難だったが（ザリガ戦で一回目に使用した時には花束や万国旗が飛び出していた）、次第にコントロールできるようになっていった。バーモント編より使用。
腹からドーン（はらからドーン）
ユースケが命名した技。戦艦フジツボ内での戦闘にて、ロボマルス時での不完全進化の際に初使用。その後、デスガイア内にてカスタまるに進化したロボまるが使用。相手の攻撃エネルギーを吸収し、腹部パーツから倍にして放出する。
スポロ
ユースケの祖父にしてヘッド・ゼロの学問の師。ロボポンをはじめ様々な機械の開発が得意。しかし採算度外視の傾向が強く、SR社の借金はほとんどが彼のこしらえたもの。物語序盤におけるSR社の初代社長だったが社長と技術者の両立を断念し、ユースケに社長の座を譲る。
ロル
ヘッド博士の娘でユースケとは幼なじみ。ユースケのことが好きで色々と世話を焼くが、マーシャルなどの横槍でなかなか進展しない。また、初期は電話で自分に向かって素っ気無い対応をしたユースケに激怒したり、アムロンからキスをされたロボまるに便乗しようとしたユースケをマーシャル共々制裁する一面も見られた。腕っ節も強く、ロボポンのマーシャルと互角に喧嘩をしていた（マーシャスに進化した際も同様）。
ゲーム本編では一部イベントで巻きこまれる以外に目立つことは少なかったが、漫画版においてはメインキャラ級に出番が増えている。また、ゲーム版の2では出番自体がほぼ限られていたが、漫画においてほぼ全編においてユースケ、ロボまる一行と同行したメインキャラを貫く。
全登場キャラの中で最大級のバストの持ち主。前述の通り次第に大きくなっていった。バーモント編・スペシャリスト編それぞれで一回ずつ衣装が変わった。ゲーム版でのデザインから大きく変わっているキャラクターの一人。スリーサイズはB.110.W.50.H.88。
コジロウ
真面目で礼儀正しい侍型ロボポンで、ロボまる同様アーム型。当初は自身を作った研究所で食い逃げを行ったムサシを追って決闘をするも敗れ、ビスコに拾われたロボポンだったが、カプリ村バトロボ大会でロボまるに敗れてからはSR社の社員となる。背中に背負った刀と長髪を纏めた髷が特徴であり、髷は加速用のブースターになっている。
背中の刀・「童子切安綱（どうじきりやすつな）」を使った剣術を駆使して戦い、その戦闘力はユースケのロボポンたちの中でも上位に位置する。なお、安綱は刀身が折れてもビームの刃を出すことでビーム刀として使用可能。
切り札は戦闘力を一気に解放し、短時間パワーアップをする「オーバードライブ」。ただし肉体に極度の負荷がかかってしまい、一分以上維持し続けるとバラバラに壊れてしまう危険を孕んでいる。なお、オーバードライブ発動時には身体が金色に輝き、額の鉢巻に「巌流」の文字が浮かぶ。
普段は剣道の先生のアルバイトをしている。
ゲームではボンボンバージョンで最初に貰えるロボポンである。
使用技
燕返シ（ツバメガエシ）
飛び道具を剣圧で跳ね返すカウンター技。
ナース
ヘッド博士が開発した看護婦型ロボポンのプロトタイプ。もとは城下町のロボポン病院で看護婦をしていたが、ユースケにスカウトされ、SR社の社員となる。SR社では会計係を担当しており、スポロが何かを発明するたび「借金〇〇円追加」と呟きながら家計簿をつけている他、仲間の治療や修理も担当している。
的確かつ冷酷無比なツッコミ役で、彼女に言い返せる人物は敵味方問わず皆無。その反面トリペルが自分とロルのスリーサイズをいつの間にか測っていたことを知るや、彼女と共に制裁を喰らわせたり、フランクとケッツの姿を見て恥ずかしがり、最終的には激しく取り乱すなど女性らしい一面も見せた。見た目に反して戦闘能力は高く、注射器型の銃器と優れた機動力による射撃戦を得意とする。銃器からはマーカー弾も発射可能。ただし、1ではほとんど戦っていない。スリーサイズはB.85.W.48.H.78。
前述の通り、漫画版でユースケたちと行動しているのはプロトタイプという設定であり、性格やデザインの異なる量産型が存在する。ゲーム版では「コナース」が進化した姿である。
使用技
アクアショット
銃器の発射口から大量に放水する。
コナース
ナースのアシストを勤める小型ロボポンで、一対の翼で飛行可能。機動力にも優れており、ナースとリンクして知覚を共有することも可能。自身の感情はあるようだが、自分から喋ることがない。
トリペル
元々は、求人広告を見てSR社にやってきたムーブ型ロボポン「トリペラ」だったが、入社の際スポロに改造されてヘリコプター形ロボポンになった。おしゃべりで頭の回転は速いようだが、余計なことばかり考えている。趣味は早口言葉。好きな芸能人は江戸家猫八。必殺技は、「スーパーエクセレントデラックスハイパーマーベラスウルトラアルティメットビッグスペシャルワンダホーパンチ（のちにキックになる）」と言ったものすごく長い名前の普通のパンチ（キック）。ユースケを「社長」と呼ぶ。戦闘能力は非常に低いが、敵の尾行など活躍の場は多い。ゴーグルに仕込まれたサーチ=アイによってあらゆるデータを計測可能で、スペシャリスト編終盤ではユースケのゴーグルと同様の特殊加工が施された。また、あまり得意ではないが催眠術も使える。
タンサン
ロボまるより前にスポロが開発した電池型ロボポン。ロボまるの兄貴分的存在で、エネだまを使用することにより「タンニー」に一時的に進化可能。また、スポロとヘッド博士が共同で開発した大型輸送ロボポン･「タンイチ」が存在し、大量のエネだまを摂取したタンニーが動力源となっている。スペシャリスト編では大量の電撃を浴びた状態でエネだま進化する事で、「タンイチ小型版（コンパクト）」への進化能力を得る。タンニーおよびタンイチに進化すると本人いわく「エネルギーの消費が大きく、気性が荒くなるため、普段（タンサン）の姿の方が良い」とのことで、研究所での正式な進化を拒んでいる。旅（野宿）が好きらしく、ムサシと再会した際の様子から本編開始の二年以上前から旅をしていることがうかがえる。ワイルドとのランキング戦終了後はSR社に戻り、表で寝ている。実力はあるのだが運が悪いため、チームをくじで決めていた対スペシャリスト戦では活躍していない。
ゲーム本編では、1のスターバージョンで最初にもらえるロボポンであり、『ロボットポンコッツ2』ではタンイチ以降新たに「シンイチ」および「ピカイチ」へと進化が可能となる。
使用技
サンダーボルト
手から強烈な電撃を放つ。
マーシャル
褐色の肌とポニーテールにした金髪が特徴の女性格闘家ロボポン。元々はビスコのロボポンだったが、グレイテスト戦で敗退後、ストーン・キュータとともにSR社に入る。黄色のレオタードとグローブを身に着けており、漫画版のデザインでは、グローブの部分が大型化しているのが特徴。スリーサイズはB.85.W.50.H.80。
威勢のいい姉御肌で、ユースケを気に入っており「ダーリン」と呼ぶ。性格の不一致とそのことで、ことがあればロルとケンカしている。幽霊の類が大の苦手。コジロウのことは「ビスコに捨てられた負け犬」と見下していたが、コジロウとの勝負に敗北した後、コジロウのことを見直した。スペシャリスト編ではヘッド博士がメタモルアームの理論を用いて開発したパーツを勝手に持ち出して耳元に装着したことで、「マーシャス」への進化能力を獲得している。
普段は空手の先生のアルバイトをしている。
使用技
ファイアナックル
アームから噴射口を展開し、ロボまる同様に火炎放射を行う。
ストーン
石型ロボポン。無口で地味だがれっきとしたSR社社員。元々はビスコのロボポンだったが、マーシャル、キュータと共にSR社入りした。巨体と豪腕による格闘戦が得意で、四肢を胴体に収納可能。
ゲーム版『ロボットポンコッツ2』では新たに「ズドンガ」と「ズドンゴラ」への進化が可能となる。
キュータ
球体に触手の生えたロボポン。無口かつ常に笑顔で、何を考えているのか不明。元々はビスコのロボポンだったが、ストーン・マーシャルと共にSR社入りした。触手は伸縮自在で、これに纏わり付かれると気持ち悪いらしい。
プラティナ
ワイルドからSR社に託された大型ロボポン。強靭な巨体とロケットパンチになった腕を持ち、戦闘能力はかなり高い。しかし、登場した時点では心は全く成長しておらず、いわば赤ん坊のような状態だった。グレープジュースが好きで、最終決戦では戦艦フジツボに積まれたグレープジュースをエネルギー源としても転用していた（発酵してワインになっていたため最終的に酔っ払い、デスガイアをバリアに閉じ込めてレーザーや弾丸をはね返し、メインレーザー砲を破壊している）。以外に鋭い一面を持ち、デビクロスを破ったロボマルスのカスタまるへの不完全変身にいち早く勘付いていた。
強力なバリアを張ることができるが、エネルギーの消費が激しいという弱点がある。また、両足からのジェット噴射で飛行も可能。
ゲーム版『ロボットポンコッツ2』では新たに「プラタナス」への進化が可能となる。
カミサマ
ユキダンとともにSR社入りした読者公募によるオリジナルの仙人型ロボポン。常に雲に乗って浮かんだ状態で移動しており、杖から雷を起こしたり、相手の頭上にタライを落として戦う。謎が多いロボポンで、時折的中率100%の「神のおつげ」を語る。
使用技
天罰（てんばつ）
本人は使用していないが、終盤にてカミサマのエネルギーを託されたロボまるが使用。相手の頭上にタライを落とす。
ユキダン
カミサマと同じく読者公募によるオリジナルの雪だるま型ロボポン。頭部にあるバケツのような部分に銃器を装備している。ロボまる以上に押しの弱い性格だが、『2』では彼女が出来たせいか、ユースケたちにビエンを襲われたと誤解した怒りで「ユキガン」・「ユキャノン」へ進化する。
使用技
スペシャルファイアー
ユキャノン時に使用。進化前より倍増した砲身からの全砲一斉射撃。
ウーマンボ
ユースケたちがコビック大陸で行われるスペシャリスト戦に参加するために用意された、マラカスを握っている魚の形をした大型ロボポン。一人称は「おら」で、訛った口調で喋る。ユースケたちがバーモント一家との決着を着けた際にはクージランの底を破って彼らを迎えに行き、クージランを沈没させた。最終決戦では沈没したフジツボ内部に搭載されたグレープジュース（20年の月日が経過したことで発酵し、ワインになっていた）をプラティナのエネルギー源として補給する役割を果たす。
ゲーム版では「キュータ」がエネだま進化した姿。

#### ビスコとその仲間
ビスコ
ユースケの天敵で金持ちの息子。見た目も性格もガキ大将の乱暴な少年で、カプリ村バトロボ協会会長兼前バトロボ大会チャンピオンの肩書を持つ。親は建設会社を経営しており、SR社に1億円を貸している。バトロボ大会でユースケとの試合にて敗れたコジロウを見放すも、その言動に激怒したユースケの暴走で大会が中断。グレイテスト7（以下G7）決定戦出場予選大運動会で再戦し、負傷したタンサンに変装したユースケの反則行為を責めるが、ビスコチームの反則を見抜いていた（先にビスコチームのストーンが大玉転がしでタンサンを攻撃し、負傷させていた）テール王子の采配で行われたG7決定戦にてユースケに敗北。その後、SR社の資金が入った金庫をドロボットに盗ませ、ユースケたちをバード島にある秘密基地の中におびき出す。互いにダメージボックスと同じ働きをする首輪を付けてユースケと再戦するが、自身の鍛練不足からノロイダー流オーバードライブによる体力の消耗に耐え切れずまたも敗れる。
先述の通り当初はロボまるに負けたコジロウをあっさり見捨てたり、大運動会にてストーンに反則をさせてまで勝とうとするなど、横暴かつ卑劣な面が見られた。加えてユースケとは会えば喧嘩の仲だったが、グレイテスト編にてノロイダーの懇願を受けて基地に仕掛けたユースケたちを弱らせるためのトラップの起動を断念したことを皮切りに、ゼロとの決戦後にはゼロキャッスルの崩壊からユースケたちを救出。さらにスペシャリスト編においては、カーメンおじさん一味の起こした騒動により売店で買った食品をユースケ共々台無しにされたため、その子分たちのロボポンを共に撃退したりと次第に良きライバル同士になっていく。エクストーン争奪戦ではエクストーン2・3を守るべくユースケたちと共闘し、デスガイア内の決戦においてはユースケたちの行く手を阻もうとするゾロの相手を引き受けた。スペシャリスト戦でゾロを破ったことでS4となり、エピローグではノロイダーを連れてユースケにバトロボを挑む姿が見られる。素手の喧嘩も強く、ブルータスと組み合いになっても互角だった。実は泳げない。
ゲーム版では物語開始当初におけるG7。
ノロイダー
ビスコの所有するブート型ロボポン。沈着冷静かつ正々堂々とした性格（大運動会では反則行為に対してあまり気乗りしておらず、バード島での再戦の際には基地内部に仕掛けたトラップの稼働を止めるようビスコを説得し、受け入れられている）でロボまるの好敵手。最初のロボまるとの戦いで仮面にヒビを入れられる。体に付いた三つの目を光らせることで相手ロボポンのステータスを下げたり最長三分間相手の動きを封じる他、爆発を発生させたり対象を粉砕するといった呪術を用いた戦法と、格闘戦を得意とする。ビスコを「御主人様」、ロボまるを「ロボまるくん」と呼ぶ。
バード島でロボまると再戦する際に自らに呪いをかけて能力を上げるノロイダー流オーバードライブ（使用時には腕が筋肉質になり、カラーリングも逆転する）を、スペシャリスト編の終盤で「ノロイガー」への進化能力を会得する。
実はかつて国王の親衛隊をしていたロボポンであり、元は神の使いを模して造られたと自身の口から語られている。本人は知らないが、ロボまるの誕生に深く関っている。
ゲーム版では「バグエル」の進化形。2では進化形の「ノロイザー」「ノロイガー」が存在しており、漫画版においては前段階を飛ばして最終進化する形となった。
ビスコの子分
ビスコとおそろいのシャツを着た二人組。顔はほとんど一緒だが、一人は髪が横向きに、もう一人は縦向きに生えている。
初登場時にはそれぞれスケドクロとバグエルを操っていたが、ロボまるのパンチで吹っ飛ばされてしまった。
ドロボット
読者公募によるオリジナルの泥棒型ロボポン。唐草模様のふろしきを背負った明らかに泥棒の風貌であり、丸い髭と四本腕が特徴。作中では浮遊移動でSR社に忍び込み、SR社の資金を盗み取った。

#### グレイテスト6とその関係者
アムロン
グレイテスト6（以下G6）→7。出す曲全てがミリオンセラーのスーパーアイドル。ロボまるも自室にポスターを貼るほどの大ファンである。人気がなくなるのを恐れ、衛星放送を悪用してTVやラジオの放送局が集まるカリーユの町から洗脳電波を流していた。ロボまるに説得されて改心し、現在はまっとうな方法でヒット曲を連発している。後にテール城で開かれた全グレイテストが参加するパーティーにワイルド・カマットや自身らの手持ちロボポン共々参加。会場に乱入したドクター=ゼロを迎え撃とうとするも取り逃がしている。終盤ではニコニコ爆走族やカマットと共に、ゼロキャッスルでの決戦に参加した。
ゲーム版ではユースケに敗れた後アイドルを引退し、故郷のバンザ村で平穏に過ごす。
バトロボでは主力のジェットを他3体のロボポンの力を使って回復させ続けるという戦法をとっていた。
ジェット
戦闘機型ロボポンで、アムロンチームの主力ロボポン。高機動の飛行能力を生かした格闘戦を行う。
腕からオイルを発射し、油まみれになった相手に火をつけるという戦法を持つ。トリペルをあっさり倒し、さらにナース（量産型）・パラボ・ヒトミを用いたアムロンの奇策によって反射されたエネルギーを受けて隙が生じたコジロウを撃破。しかし、ユースケが回復のカラクリを見抜いたことでロボまると両者リングアウトに持ち込まれた。
ゲーム版『ロボットポンコッツ2』では新たに「ジェッター」、「スカッド」へと進化が可能となる。
ナース（量産型）
ユースケの仲間のナースとは異なる量産型のナースで、三つ編みのおさげのような髪形をしている。ロボポンの治療・修理を得意とするが、ユースケのナースとは異なり気が弱く、戦闘能力もない。パラボを修理するふりをしながら、ジェットを回復させるためのエネルギー波を作ることがその役目。ジェットが敗れたことでヒトミ共々戦意喪失する。
パラボ
パラボラアンテナを頭につけた小さなロボポン。一回戦でトリペルと戦って早々にギブアップするが、実はそれは作戦の一部で、ナースの作ったエネルギー波をジェットに送り続けることが真の役割。
ヒトミ
水着のようなコスチュームと手に持った傘が特徴のレースクイーン型ロボポン。戦闘能力はほとんどないが、パラボから放たれたエネルギー波を傘で反射させることが可能で、障害物があってもジェットにエネルギー波が届くように中継するという役割を持っている。ゲーム版ではコギャル型ロボポン「ギャルル」が進化した姿であり、老婆型ロボポン「ロボババ」に進化できる。
チネン
アムロンの側近の女性。大放送塔にやって来たユースケたちを襲うも、取り逃がしてしまう。
ピッチ
PHS型ロボポン。チネンによって統率され、大群でユースケたちに襲い掛かるが、ロボまるのナパームナックルを喰らい全機が敗走した。

#### グレイテスト5とその関係者
ワイルド
グレイテスト5（以下G5）→6。グリース山にアジトを構えるニコニコ爆走族という暴走族の頭。ひどく飽きっぽく、かつ目立ちたがりである。目立てるなら暴走族だろうがロックシンガーだろうがグレイテストだろうが何でも良い。ユースケに敗れた後は改心し、部下共々キャロル村の住人たちと和解した。
デビアン
悪魔型ロボポン。口の中には膨大な数のコデビアンが隠れている。マーシャルの奇策で練り辛子（マーシャルがロルへの悪戯目的で持っていたが、指摘されるとバツが悪そうに誤魔化していた）を口に突っ込まれ、辛さのあまり場外に飛び出しリングアウトする。
ゲーム版では「コデビアン」がエネだまで進化した姿。
コデビアン
デビアンと同じ顔の小さな悪魔型ロボポンで、一対の翼で飛行する。ナースとコナースのような関係で、デビアンとは一心同体の存在。
コンボイル
トラック型の大型ロボポン。ワイルドの作戦ミスによりプラティナのバリアに弾かれてリングアウトし、戦うことがないまま場外負けとなってしまう。
プラティナ
ワイルドチームの主力ロボポン。スポロロボテック社関係者の項を参照。
ビーノ
ニコニコ爆走族のNO.2。初登場時はプラティナをリモコンでコントロールしていた。

#### グレイテスト4とその関係者
カマット
グレイテスト4（以下G4）→5。アポロ要塞の司令官で、クーデターによるポロンボ島征服と美少年だらけの島・「カマット愛ランド（カマットあいランド）」の建造を目論むオカマの軍人。ホストクラブに通うセレブよろしく、ユースケとコジロウを狙っている。敗北後はテール軍によって捕縛されるが、後に改心したことで解放され、再びアポロ要塞を任される。
ドクロイド
カマットチームのリーダーで、眼帯をつけたドクロの顔が特徴の海賊型ロボポン。「海の男」を自称する。フックになった右手と左手に握ったサーベルが武器で、剣の腕前はコジロウに匹敵する。コジロウとの激闘を制するも、彼から渡された安綱を使うロボまると剣戟を繰り広げた末にファイアナックルで着火され激昂。さらにナパームナックルを喰らい敗れる。ゲーム版では「スケドクロ」が進化した姿であり、『ロボットポンコッツ2』では新たに「ドクロガイ」への進化が可能となる。
フランク
劇中では「ソーセージ型」ということになっているが、実際には男性器のような形をしたロボポン。ボディは柔らかく打撃がほとんど通用しない他、鼻の部分をミサイルのように飛ばすことができる。女の子と友達になりたい純粋な思いを抱えているが、彼が迫ってきたことでパニックを起こしたナースが滅茶苦茶に放った銃撃をまともに浴び、ろくに戦わずに戦闘不能になった。挙句、その姿に腹を立てたカマットに近寄られて驚き、鼻を発射。それがコジロウの隙を生んだことでドクロイドの勝利に繋がる。
ケッツ
お尻のような形をしたロボポン。フランク同様ボディが柔らかく、打撃が効かない。ナースの銃撃の余波を浴び、フランク共々戦闘不能となった。
スケドクロ
骸骨型のロボポン。勉強家で生真面目な性格だが、スケベそうに見える顔で損をしている。ほとんど活躍のないまま、タンサンにより場外へ投げ出されてしまった。ゲーム版では「ネジボーグ」の進化した姿である。

#### グレイテスト3とその関係者
ヘッド博士
グレイテスト3（以下G3）→4。ロルの父でロボポン研究の第一人者。とある理由から戦いを極端に嫌っているが、それにはドクター=ゼロが起こした20年前のクーデターが関わっていた。しかし、最終的にロルの心を動かしたユースケを認めてG3の座を譲る。スポロとは師弟関係にして、良き親友である。スペシャリスト編ではブランコ村でタイムマシンを使って過去へ向かったことにより、消息を絶ったユースケたちを追ってタンサンらとコビック大陸に向かい、彼らと合流を果たす。後にゼロの野望を阻止すべく、過去に向かってゾロのタイムマシンを破壊しようとするもゼロとロボオーロに先回りされており、ロボオーロに重傷を負わされる。
ブブッパ
スプレー缶のような姿のロボポンで、吸うと体が動かなくなる「スタンガス」や強烈な臭いを誇る屁をお尻から放つ。ロボまると激闘を繰り広げるも、ファイアナックルを屁に引火されてロボまる共々大ダメージを負う。最終的にヘッド博士が棄権したため敗北となる。
デンチャン
コンセントのような腕と尻尾を持つロボポンで、飛行能力を持つ。戦闘シーンはまったく描かれなかった。後にテール城に現れたゼロからダース姫を奪還しようとプラティナ・ジェット・コデビアン・ゼリクソンと共に出撃するも、バリアーに阻まれて取り逃がす。ゲーム版『1』では「マンセブン」の進化した「マンタロウ」がリモコン進化した姿であり、『ロボットポンコッツ2』では新たにデンジャアへと進化が可能となる。
パパ
中年おじさんの顔のようなボディを持つロボポン。足の裏の強烈な臭いを武器にして戦う。タンサンを破り、コジロウと対戦するも勝敗は不明。ゲーム版では「ロボベビ」の進化形態「キャリアン」がエネだまで更に進化した姿。
ゼリクソン
ゼリー状のうんちのような体を持つロボポンで、飛行可能。デンチャン同様、戦闘シーンはまったく描かれなかった。ゲーム版『ロボットポンコッツ2』では新たに「ゼリビッチ」への進化が可能になる。
オヤカタ
ヘッド博士とロルの家に住む大工型ロボポンで、頭部がハンマー型となっている。トリペルの暴走で破損した家の壁を他のロボポンたちと共に修復した。

#### グレイテスト2とその関係者
テール王子
グレイテスト2（以下G2）→3。1の舞台となるテール王国の王子。元々はG1だったが、物語終盤でドクター・ゼロに敗北、トップの座を明け渡す。当初は打たれ弱い所があったが、ユースケとのグレイテスト戦前に行った修行を経て逞しく成長を遂げる。婚約者のダース姫とは相思相愛の仲。
ドラゴ
大型のドラゴン型ロボポンで、王家に伝わる強力なロボポン。巨体と口から放つ火球が武器。マーシャルを火球で怯ませ、尻尾で殴り飛ばして場外に落とすも、ロボまるによって場外に投げ飛ばされる。バーモント編冒頭の腕試しで再びロボまると対戦するが、アクアナックルによる放水で場外に押し流されて敗れる。ゲーム版『1』ではミナシゴの進化形。
オトシゴ
タツノオトシゴ型のロボポン。空中を浮遊し、自身を追いかけたコジロウを場外に追い込むも、マーシャルに瞬殺される。ゲーム版ではムーンバージョンで最初に貰えるロボポン。
ミナシゴ
小型のドラゴン型ロボポン。ゲーム版『1』ではオトシゴの進化形。マーシャルに敗れる。
シルバーン
プラティナと同タイプの大型ロボポン。プラティナを破るが、コジロウによってリングアウトする。
ダース姫
優しく美しい姫で、テール王子の婚約者。ゼロによって捕らえられ、テール王子を戦わせるための人質として利用された挙句、鏡の中に閉じ込められてしまう。だが、ユースケたちが遺跡で手に入れた「モリスの涙」の効果によって無事救出される。
執事
テール王子の執事。テールの父･フリスク国王の代から王家に仕えている様子。
デカント
テール城のロボポンドーム以外の場所でグレイテスト戦が行われる時や、クーデターを起こそうとしたカマットの元へ向かう際、テール王子たちが移動手段として用いている大型ロボポン。
ゲーム版では「トリペル」が進化した姿である。

#### グレイテスト1とその関係者
ドクター=ゼロ
グレイテスト1（以下G1）。ヘッド博士と並び称されるロボポン研究の第一人者。冷酷非道な性格で、ロボポンを「便利な道具」としか思っておらず、心不要論を唱えている。20年前にクーデターを起こし、死亡したと思われていたが、肉体を機械化し現代に蘇る。左肩の機械部分は自身の周囲に円形のバリアーを発生させたり、科学の粋を超えた奇妙な力を持つ鏡を操って対象をその中に封印することが可能。また、両足からのジェット噴射による飛行や、左手から発する閃光での目くらましも可能。
本拠地の城・ゼロキャッスルにて行われたユースケとのグレイテスト戦で、メガロの能力を使ってロボまるの「心」を停止し、かつてのロボゼロに戻す形で操るが、ユースケの必死の説得で正気を取り戻したロボまるに敗れる。しかし、最後のあがきでゼロキャッスルを崩壊させて消息を絶つ。
なお、20年前にテールの父フリスクにグレイテスト戦で勝ったため、正式にG1となっているが、戦争で死亡した後G2とされている。これはクーデターの最後にG1＝ゼロとG2＝フリスクの両者が相打ちで死亡した後、復活した本人いわく「有耶無耶にされた」とのこと。
後にタイムマシンに乗った弟・ゾロによって崩壊寸前のゼロキャッスルから救出されていたことが判明。全てのロボポンバトラーの頂点に立つ「スペシャリストキング」を自称し、新たに作り上げたデビクロウやロボオーロらを使って全エクストーンとスペシャリストの座、および戦艦フジツボを狙う。また、当初ユースケたちを相手にしていなかったにもかかわらずロボまるのデータを取っていたり、製作したロボポンたちが心を持っていたりと、若干の心境の変化を匂わせる描写もあった。最後はデビクロアが敗れたため、タイムマシンでゾロ共々過去への逃亡と歴史改竄を図るが、ノロイガーの攻撃で発生した爆発に巻き込まれ、またも生死不明となる。
ゲーム版では64版にも登場し、ここでも物語の中核に深く関わっている。
メガロ
巨体とサングラスが特徴のロボポン。見た目どおりの凄まじいパワーを持っており、豪腕から繰り出されるパンチはかすっただけでもかなりの威力がある。ウイルスパンチでロボまるをゼロの言いなりとするも、ユースケの説得で正気に戻ったロボまるに吹き飛ばされ、ゼロを巻き込んで倒れる。
ゲーム版では「ドバッグ」の進化形態である「グッシー」がエネだま進化した姿。
使用技
ウイルスパンチ
威力はほとんどないが、相手の「心」機能を停止させる効果を持つパンチを放つ。
包帯のロボポン
全身に包帯を巻いたロボポン。包帯で隠れているが、その正体はドクター=ゼロの作り出したロボまると同タイプのロボポン。腕から発射する「アルファキャノン」が武器で、包帯で相手を捕らえることも可能。ダース姫救出に必要な「モリスの涙」があるツキガ丘の遺跡に送り込まれ、ロボまるのデータ収集も兼ねてユースケたちを迎え撃つが、ロボまるに敗れる。敗北後はユースケたちが崩壊する遺跡から連れ出すも、ゼロによって自爆させられる。イメージソースは原作ゲームの「カスタムロボまる」。
ゼロ軍団兵士
ドクター=ゼロ配下の量産型ロボポン。マッシブな体型の人型をしており、額に「ZERO」の字がある。ゼロキャッスルやデスガイアの内部に多数配備されており、白衣を着た科学者タイプもいる。

#### その他
トッカン
ロケット型ロボポン。ストーリーの本筋には関わらないが、背景の上空で飛行している姿が見られる。
ヘンジェル
カプリ村に住むおばさんのような姿をした天使型ロボポン。買い物帰りに主婦と話していたところ、スポロに改造されたてのトリペルの暴走に巻き込まれる。
マン
タンサンが初登場時に連れていた三体の野生ロボポンたちの一体で、球体型。グレイテスト7決定戦出場予選大運動会にエネだま目当てで参加したタンサンたちとスポロチームを構成。大玉転がしでは巨大化して大玉の役割を果たすも、ビスコチームの大玉となったストーンに突き飛ばされる。
アナウンサーロボポン
グレイテスト戦の実況を務める人型ロボポン。蝶ネクタイと右耳部分に付いたワイヤレスマイク、太い眉毛が特徴で、額に「穴」の字がある。ゼロキャッスル内でのユースケ対ゼロ戦の終了後、崩壊するゼロキャッスルから逃走する際も実況を続けていた。
審判ロボポン
グレイテスト戦の審判を務める人型ロボポンで、紺色のタキシード姿が特徴。
クロちゃん
『サイボーグクロちゃん』からのゲスト出演者。本作では「破壊の貴公子（はかいのプリンス）」と呼ばれるロボポンという設定。グレイテスト7決定戦にて解説を担当した。
アカネ
ニコニコ爆走族に荒らされていた村・キャロル村の少女。偶然エネルギー切れで行き倒れとなっていたタンサンを発見し、助けている。後にユースケたちにニコニコ爆走族の退治を依頼する。
アカネの父
アカネの父親で、牧場を経営している。カウボーイ風の服装と「テキサス」の文字が書かれたTシャツが特徴。
ムサシ
二天一流を標榜する侍型ロボポン。強者との対決を楽しみとし、出会ったロボポンの実力を見抜く優れた観察眼の持ち主でもある。実力は全登場キャラでも1、2を争うほどで、コジロウ同様オーバードライブが使える。もとは国王の親衛隊をしていたロボポンで、ノロイダーとは旧友。また、タンサンとも面識がある。
食い逃げの常習犯で、かつてそれが元でコジロウの作られた研究所が潰れており、そのことをコジロウは恨んでいた。初登場ではコジロウとの再戦を制するものの、左頬にかすり傷を負わされ、以後はその傷を勲章として修復せずにいる。バーモント編ではクロザ島にて大道芸人として生計を立てていたところ、偶然再会したユースケたちの危機を救い、バーモント一家を相手に獅子奮迅の大立ち回りを見せた。その際、ヌーハーフやカイゾーグの攻撃で左肩を潰されるも、逆にカイゾーグを返り討ちにして左腕を奪っている。スペシャリスト編ではノロイダーのいるビスコたちの下に向かい（左腕は通常の形状に戻っていた）、彼らの修行を手伝った他、デスガイアでの決戦時には彼らと共闘。そしてロボまるとデビクロアとの対決の折、タンサンたちをユースケたちの下に送り届けた。単行本のおまけ4コマの幕間では最終決戦の後、また旅に出たことが語られた。
武器は二本の櫂（刀）で、小さく「LIKE A ROLLING STONE」と書かれている。テール近衛隊時代は二本の真剣を使用していたが、ツキガ丘でのロボゼロとの戦闘で両方とも折られた。後述の「鬼太鼓」など、多彩な技を持っている。また、櫂をプロペラのように回転させて飛行することも可能。
使用技
二天一流 鬼太鼓（にてんいちりゅう オニダイコ）
二本の櫂による強烈な殴打。
二天一流奥義 金憤衝（にてんいちりゅうおうぎ キンプンショウ）
オーバードライブ状態で放つムサシ最大の必殺技。櫂を横に向けて体を回転させ、竜巻を起こしながら相手を吹き飛ばす。最終決戦ではデスガイアの床を突き破り、ユースケたちの下に向かうための近道を作った。
二天一流 芭蕉扇（にてんいちりゅう バショウセン）
櫂を組み合わせて展開することで巨大な扇を形成し、扇ぐことで発生した強風により相手を吹き飛ばす。
二天一流 大仏産展（にてんいちりゅう ダイブツサンテン）
丸太を櫂で切り刻むことにより二頭身の仏像の大群を作り出す。仏像は相手の頭上から落としたり、攪乱に用いることも可能。
二天一流 卓袱台返シ（にてんいちりゅう チャブダイガエシ）
相手の下に回り、櫂の一撃でひっくり返す技。
ミクロ（×2）
ガーナ湖に沈む爆弾作りで有名な町・ガーナの町に住む少年のパートナーロボポン。掌の発射口から光弾を発射する射撃主体の戦法で戦い、残像が発生するほどの素早い動きで相手を攪乱する。ヘッド博士の立て籠る建物のバリア解除法を探すユースケたちにパートナーの少年が「自分に勝ったら家にある爆弾を渡す」と宣言したため、コジロウとバトロボを行う。コジロウを翻弄するも、オーバードライブを使った彼に心眼で動きを見切られ敗北。その際に実は同形機二体で分身したかのように見せかけて戦っていたことが明らかとなった。

### ロボットポンコッツ（バーモント編）
テール王子から各国のグレイテスト1を集めて行われる大会「スペシャリスト戦」の話を聞いたユースケは、全世界に名前を売り込んで今度こそ借金を返そうと参加を決意。用意された船型ロボポン・ウーマンボに乗りこむ形で、パートナーのロボまると、こっそり密航して付いてきたロルの3人で、大会の地であるコビック大陸へと旅立つ。ところがユースケたちの通る海域は、悪名高い「バーモント一家」の縄張りだった。どうにかバーモント一家の海賊を撃退したユースケたちだったが、彼らの親玉・バーモントによってグレイテスト1の証・ウイニングローレルを奪われてしまう。ユースケたちはバーモントたちを追うさなか、放浪の旅を続けていたムサシと再会。その加勢もあって、次第に反撃に転じていく。
本シリーズは64版の「航海」をテーマにしたオリジナルエピソードとなっている。また、バーモント編後はボンボン本誌の企画で描かれていたロボゼロの出来事を、過去のポロンボ島の紛争に絡める形で、ロボまるの夢の中の出来事で描く。

#### バーモント一家
5巻に登場した漫画版オリジナルエピソードの敵役。キャッチフレーズは「寝た子も泣き出す悪党集団」。頭目のバーモント・海賊頭のマルシェ・空賊頭のコクマロ・山賊頭のジャワ&ククレ・盗賊頭のカリーヤと、多くの手下で構成されている。クージラン（空母）と多数の船を所有している。幹部連メンバーはカリーヤを除き、総じて額に宝石を付けており（カリーヤのみ髪飾りとなっている）、彼らの名前はカレールーに由来する。
バーモント
バーモント一家を統べる頭目である男で、渋い着物の上にマントを羽織っている。丁寧語で話し、その口調は軽い。加えて洒落た一面もあり、クージラン内部にある自身のいる部屋の入口をいかにも侵入者を誘うかのようなド派手なデザインにし、ユースケとの直接対決時にはその中で彼らを部下たち共々歓迎ムードで迎え入れた（ロッポニカに至っては和装のいで立ちをしていた）ことも。しかし、バトロボの実力は相当の物で、いがみ合うカリーヤたちをたしなめつつも威圧しており、部下たちからは畏怖されている。ユースケから、髪型を蝋燭の炎に見立てて「ローソク男」と称される。ユースケとの初対面でウイニングローレルを奪い、クージラン内部のダメージボックスの役割を果たす部屋にてG1の座を懸けた決戦を行う。激闘の末、ユースケとロボまるとの根比べに敗北。ウイニングローレルを奪還され、自身も部下共々警察に突き出された。
ロッポニカ
バーモントのパートナーロボポン兼・バーモント一家親衛隊長。バトロボでは六本の腕を巧みに攻撃と防御に振り分ける戦法と棒術を駆使する。実は進化前の姿にアーマーを装備しており、アーマーパージすることで本来の姿である「シフォン」に戻ることができる。シフォンの姿では四本腕を駆使した格闘戦を得意とし、手首をドリルに変形させての攻撃も可能。しかし、装甲が薄い分ロッポニカ時より防御力は劣る。クージラン内部でのロボまるとの戦闘にてパンチを天井に命中させるように誘導させられて天井に釘付けになり、ファイアナックルを喰らうと同時にアーマーパージしたことで間一髪回避する。しかし、メタモルアームが変形したスタンガンを用いたロボまるの電撃を喰らい、直前に海水を浴びたことで共に感電するユースケとロボまるとの根比べの末、バーモント共々力尽きる。
マルシェ
バーモント一家海賊頭で、アラビア風の盗賊のなりをした男。身体はやや太めで背が低く、大きなひげを持つ。鎖部分の端に錨が付いた鎖付き鉄球を持っている。部下と共にバーモント一家の縄張りである海域に入ったユースケたちを襲うも、返り討ちに遭い敗走。その後、カリーヤがクージラン内部におびき寄せたユースケたちを他の幹部たちと共に襲うが、彼らの相手を引き受けたムサシの金憤衝によって全滅し、自身はその際にズボンの尻部分が破れている。
カイゾーグ
マルシェの一の子分であるバイキング型ロボポンで、ハンマーが武器。ロボまるのアクアナックルを物ともしなかったが、ロボまるがファイアナックルを発動しようとして偶然メタモルアームを発動させたことにより、メタモルアームが変形した四連キャノン砲によりマルシェや部下たちの乗った船団共々吹き飛ばされる。クージラン内部ではヌーハーフの攻撃で負傷したムサシの左肩を潰し、心を狙うも逆に敗れ、左腕を奪われる。
コクマロ
バーモント一家空賊頭。大工の親方のような風体で、江戸弁口調を話す。クロザ島の食堂・「イザカ屋（イザカや）」を占拠していた部下たちがユースケたちに倒されたことで姿を現す。ユースケに勝負を挑み、追い詰められたザリガにエネだまを与えて進化させるが、ザリーグが敗れたことで部下を連れて撤収。
ザリガ
ザリガニ型ロボポン。両腕でのパンチを得意とする他浮遊能力を持ち、さらにエネだまで「ザリーグ」に進化可能。ロボまるを捕らえて空中に飛び、地面に叩きつける戦術で倒そうとするも自滅。コクマロの投げたエネだまで進化しロボまるを追い込むも、ロボまるがムサシの投げた頂点部分がブースターとなっている三度笠を使って飛行したことで形成逆転。メタモルアームが変形したびっくり箱の顔が勢い良く命中し、吹き飛ばされる。
使用技
天国への階段（てんごくへのかいだん）
ザリーグ時に使用。相手に突撃することで上空にリフティングし続け、粉砕する。
ジャワ&ククレ
バーモント一家に所属する双子の山賊頭。基本的に、端から見るとスーツを着た仮面つきの大男に見えるように、肩車をしている。なお、上半身を兄のジャワが、下半身を弟のククレが担当している。ユースケからは「スットコ兄弟」呼ばわりされる。オリゴ島にて部下とともにユースケたちを迎え撃つも、返り討ちに遭い退却。
グラジ
一頭身の大型ロボポンで、「號（ごう）」としか喋らない。ロボまると対決するがスチームナックルを受けて怯み、メタモルアームが変形した自身に瓜二つの外見をした、彼の妻を自称する女性型ロボポンに浮気の疑いをかけられた上でビンタを喰らい吹き飛ばされる。
タンクー
三つ目を持つ戦車型ロボポンで、主砲からの砲撃で戦う。ムサシと対戦するも大仏産展に翻弄された末、卓袱台返シで敗北。ひっくり返されたため起き上がれなくなり、ジャワたちに置いて行かれた挙句クージランでの決戦に参加できなかった。バーモントたちの逮捕後も山中に放置されたままだったが、一家では唯一逮捕を免れている。
カリーヤ
一家の盗賊頭で、チャイナドレスを身に着けている。行商人に変装してユースケ一行に同行し、戦い方を見定めていた。バストのサイズが通常の女性のそれであることを除いても、どう見ても女性に見えるものの、その正体は歴とした男性。マルシェやコクマロとは反りが合わない。ヌーハーフの攻撃でユースケたちをクージラン内部に追い込むも、ムサシの金憤衝で吹き飛ばされ敗北。バーモントの所まで道案内をさせられるも、色仕掛けでムサシを丸め込もうとする。だが、倒された際に服が破れたことで股間が丸出しとなっていたため通用しなかった。
ヌーハーフ
カリーヤがスパークによって作り出したロボポンで、一頭身の女装したオカマ型。グラジを上回る実力を持ち、ムサシの左肩を負傷させている。さらにロボまるのファイアナックルを物ともしない防御力を誇り、ロボまるに惚れる。クージラン内での戦闘でムサシに敗北する。
使用技
ラブビーム
両目から細いビームを発射する。
ラブアタック
相手に強烈なボディプレスを喰らわせる。
バーモント一家兵士
バーモント一家の構成員である人型の量産型ロボポン。頭に「バ」の字が書かれたバンダナを付けており、コクマロ配下の空賊兵はゴーグルを付けている。
山賊部隊
ジャワ&ククレ配下の山賊たち。キノコ型の帽子を被っており、山道でのキノコへの偽装を得意としている。
タンビ
毒キノコ型の量産型ロボポン。ボディ下部からのジェット噴射で飛行する。大挙してユースケたちに襲い掛かるも、ムサシの芭蕉扇に吹き飛ばされる。

#### ロボまるの回想に登場したキャラクター
ロボゼロ
20年前、ドクター=ゼロが開発したロボポン。ロボポンに無くてはならない心（ハート）を持たず、相手ロボポンを跡形もなく溶かす高熱を誇る「ファイアバズーカ」をはじめとする禁じられた武器類を多数装備している。
ハートを持っていないとはいえ、身内からのだまし討ちにあって以降、自身の存在について悩み始め混乱を招いていく。王の護衛についていたムサシやノロイダーと交戦、一度はノロイダーによって破壊されるが、その後スポロに拾われ修復と同時にハートを組み込まれた。それが誰であろうロボまるであった。
ロボまる自身の記憶としては、スペシャリスト戦に向かう途中の航海で悪夢という形で思い出すことになる。
漫画作中には登場していないが、ボンボン本誌での特集ページにてムーブ型、ブート型のロボゼロが存在（漫画作中のものはアーム型）したが、その2体はガンマン型ロボポンの「キッド」との戦闘で大破している。残ったアーム型のロボゼロもキッドとの戦いで命令を理解する回路に深手を負い、少しずつ調子が悪くなっていった。アーム型とはいえ、装甲の強度が異常なまでに低いという弱点を持つ。
ボンボンの特集ページにて、ゲームボーイのドット絵風に書き起こされたロボゼロが紙面に描かれ、2のゲーム本編ではロボゼロ・キッドともに使用できるロボポンとして登場した。
使用技
シャトルパンチ
相手に猛スピードでパンチを叩き込む。
ドラゴ、ゴールドン、ゾンビーニ
各地で破壊の限りを尽くした、ロボゼロ率いるドクター=ゼロ直属のロボポン精鋭部隊・「黒の軍団」に属していたロボポンたち。いずれも改造により装甲が黒く、凶悪な能力を有している。
ロボゼロの活躍を快く思っておらず、最強最悪を自負するゴールドンの提案により、テール城での戦いで事故に見せかけ破壊しようとする。だが、仲間に裏切られたことにより強いショックを受けて暴走したロボゼロによって逆に破壊されてしまう。
フリスク国王
テール王国の先代国王にしてかつてのG1。20年前にゼロとのグレイテスト戦に敗れ、その座を奪われる。その後、クーデターを起こしたゼロと直接対決し、相打ちとなり死亡。

### ロボットポンコッツ2
コビック大陸へたどり着いたユースケたちは、ひょんなことからタイムマシンを研究しているフラワー教授と出会い、試作機の実験に付き合わされてしまう。20年前の世界に飛んだまでは良かったが試作機は爆発、帰る手立てを失ってしまう。そして、その裏ではかつてユースケたちが倒した宿敵・ドクター=ゼロが復活。ある目的のために暗躍を開始していた。果たしてユースケたちは現代へ戻れるのか?スペシャリスト戦に参加できるのか?相変わらず減らない借金はどうなるのか?そして、再びゼロの野望を打ち砕くことはできるのか…?
物語のベースはゲーム版の『2』のシナリオであるが、少年漫画としての雰囲気に合うようにところどころ修正されていたり、途中にて打ち切りが決まった影響で中盤からスペシャリストの設定を利用して、スペシャリスト5以降は展開が駆け足になっている部分がある。一方で伏線が回収されていない部分もある。

#### フラワー研究所
フラワー教授
フラワー研究所の所長で、頭に花びらのような飾りをつけている。ヘッド博士の学生時代からの旧友であり、タイムマシンの研究をしているが、なぜかそのほとんどが便器型。
ゲーム版では1・64にも登場しており、作品ごとに異なる研究をしている。
ノーズ
フラワーの助手で、大きな「鼻」の持ち主。鼻の先端には花の飾りをつけている。

#### ドクター=ゼロ関係者
ドクター=ゼロ
グレイテスト1とその関係者を参照。
ゾロ
船が難破して気絶していたユースケを介抱してくれた仮面の男。
実はドクター=ゼロの弟で、自身の開発したタイムマシンを使いドクター=ゼロを助け出す。性格はゼロとは異なり紳士的で、卑劣な行為を嫌う。後にウインタ・カプリッチョを倒してS4・S2の二冠を獲得するが、デスガイア内に現れたビスコに敗れ、自身は逃走する。ゼロがユースケたちに敗れると、共にタイムマシンで逃亡しようとするが、ノロイガーの攻撃で生死不明になる。
フジロック
富士山型ロボポン。デスガイア内でビスコとゾロがスペシャリスト戦を行った際、ビスコチームと共闘したムサシに戦闘シーンを省略されて敗れる。
デストロ
サングラスをかけた軍人型ロボポン。装備は両手に持ったバズーカ。ムサシに戦闘シーン完全省略で敗れる。
ザコブラ
コブラ型ロボポン。ムサシにあえなく一蹴される。
デビクロウ
ドクター=ゼロの開発したロボポン。自信過剰かつ生意気な性格で、ロボまるに強烈な対抗意識を燃やしている。ティコ村にてエクストーン5やユースケたちのスペシャリストの座を狙うグリンピースと同行。ロボまるを追い込むも、ロボマルスに進化した彼に敗北。ロボオーロによって連れ戻される。中盤以降は左腕に盾を、右腕にビーム剣を生成可能なクローを装備した「デビクロス」に進化可能となり、エクストーン2・3争奪戦にて猛威を振るう。デスガイア内でのビスコVSゾロのスペシャリスト戦ではノロイガーに進化したノロイダーの攻撃でデスガイアの壁を突き破り、場外となる。しかし要塞内に舞い戻り、さらに物語の終盤でロボオーロを吸収し、「デビクロア」に進化する。カスタまると互角の戦闘力と仲間を巻き込むことも厭わない戦闘スタイルでユースケたちを苦しめ、メタモルアームを破壊してカスタまるの変身を解除させる。しかし、仲間たちのエネルギーがつぎ込まれたタンサンの腕を換装したロボまるに敗北し、要塞の壁を突き破って海中に転落した。
使用技
ソニック
両手を相手に向かって突き出して強烈な突風を発生させ、相手を吹き飛ばす。
フウジン
右手から強烈な竜巻を発生させ、相手に命中させる。
ヒエンナックル
デビクロア時に使用。右手からフウジンを上回る強烈な竜巻を発射する。
ロボオーロ
ドクター・ゼロの開発したロボポン。戦闘時は右手を発光させて強烈なパンチや衝撃波を繰り出し、強大な戦闘力と冷静な状況判断力を併せ持つ。寡黙で生真面目な性格だが、本拠地の要塞デスガイア内部での戦闘の際には、要塞の内部メカを庇って戦っていることをユースケたちに見抜かれ、内部メカを破壊されそうになって慌てる姿を見せた。任務失敗したグリンピースを粛清後、エクストーン2・3争奪戦にてロボマルスを圧倒し、退却する。後にデスガイア内部にてユースケたちを迎え撃ち、一度はロボマルスを時間切れに追い込むも、カスタまるに敗北。なおも立ち上がるがデビクロスに心を粉砕され、ボディも吸収されてデビクロアへの進化に使われてしまう。
レッドン
ゼロが開発したサイボーグ。ユースケたちがタイムマシンを使った際に発生した時空の歪みを感知して独断で出撃し、過去のネンジ谷でユースケに戦いを挑むも敗北。敗北の咎を責められ、ゼロの手によって消されてしまう。
グリンピース
ゼロが造り上げたサイボーグ。ロボポン軍団を率いて、レイナの仲間を人質に取りスペシャリストの称号とエクストーンを奪おうとする。同行していたデビクロウがロボまるに敗れると、ビエンの身柄と引き換えにエクストーン5を渡すよう迫るが、ユキャノンとタンサンによって奪還される。往生際悪く居直るも、最期はロボオーロによって始末される。
ブルータス
ゼロによって生み出されたサイボーグ。ゼロの命令でスペシャリストの座とエクストーンを奪うため、デビクロウと共にデリシャス城を襲撃。エクストーン2・3を手に入れるが、エクストーン3はノロイダーによって破壊される。後に20年前に赴いて自身らの戦力とするべく戦艦フジツボを襲った際、任務失敗した上海底に沈んでしまう。泳げないらしくその後の行方は不明だが、『ロボットポンコッツ2』コミックス最終巻のカバー無しの表紙では20年もの間、海の中で全く変わりなく生きている姿が描かれている。サイボーグたちの中で唯一生存が確認された存在。
デンパット
鳩型ロボポン。小柄なボディと飛行能力を活かした偵察が得意で、頭部のアンテナで通信が可能。エクストーン2・3の在処を突き止め、ゼロたちに報告した。後にエクストーン争奪戦の際、ブルータスと戦うビスコの隙を突き、懐からエクストーン3を奪う。

#### スペシャリスト7とその関係者
カーメンおじさん
スペシャリスト7（以下S7）。古代エジプトのファラオのような格好をした、眼鏡とちょび髭の男性。語尾に「～ってーの」・「～っつーの」を付ける。子分とともにヒンクルの町やカルナックの街道にてロボポンバトラー相手に勝負を挑んで打ち破り、追い剥ぎ行為を行っている。
大きなピラミッド型の家に住んでいるが、実はそのピラミッドは近くにある「ノゲイラ遺跡」のスフィンクスから引き抜いてきた石を積み上げて建築されたもの。家の頂点部分は分離し、移動用のソーサーとなる。
妻子持ちで、妻からはドーラク亭主と呼ばれ、尻に敷かれている。ユースケに敗れた後、家を破壊されたことに激怒するも、鬼の形相をした妻によって家に連れ戻された。
マミーラ
ミイラ型のロボポンで、訛った口調で喋る。ナースにあっけなく敗れるも、ツタンクたちと合体。巨大ツタンクとなる。
ツタンク（×3）
ピラミッドとスフィンクスが合わさったような姿をした大型のロボポン。額と四つの砲台からビームを発射する。額にA～Cまでのアルファベットが降られている。内二体はコジロウにビームをはね返されて倒れるが、残る一体によって全機がマミーラと合体して巨大ツタンクになる。
巨大ツタンク
「ピラミッドパワー」の合体コードと共に、マミーラと3体のツタンクが合体した姿。巨大なピラミッドの体に四つの頭を持ち、八方向へビームの一斉射撃をすることが可能。ユースケの奇策によってロボマルスと共にカーメンおじさんの家に突っ込み、場外負けとなる。
カーメンおじさんの子分
エジプト神話のホルスとアヌビスのような帽子を被った二人組。ヒンクルの町で行われていたG1戦に自分たちのロボポンを乱入させるも、騒動に巻き込まれたユースケとビスコに敗れる。その後、カルナック付近の街道で追い剥ぎを行っていたところにユースケたちと再会。ハメドを繰り出すも倒されたため逃走。激怒したユースケが仲間を引き連れてカーメンおじさんの家まで向かった際、彼らを迎え撃つもあえなく敗北する。
パオンパ
ゾウ型の大きなロボポン。鼻から脱出不可能の鼻ちょうちん「ハナシャボン」を作り出すことが可能で、これに相手を閉じ込めて牙で串刺しにするという戦法を持っている。また、強烈な踏み付けも得意としており、ハナシャボンを膨らませることで空中浮遊も可能。ケンタウロと共にG1戦に乱入し、止めに入ったロボまるをハナシャボンに閉じ込め、自身も浮遊するが、ノロイガーの攻撃でハナシャボンを破壊される。そのままロボまるが自身の鼻にしがみついたため、振りほどこうとするも誤って浮遊に使うハナシャボンを牙で割ってしまう。再びハナシャボンを作ろうとするもロボまるに鼻を掴まれており、ケンタウロ目がけて投げつけられる。最後はロボまるとノロイダーのパンチでケンタウロもろとも吹っ飛ばされた。後にカーメンおじさんの家に向かったユースケたちを迎え撃とうとするが、マーシャルに一蹴される。
ケンタウロ
ケンタウロス型のロボポン。蹴り技を得意とする他、優れた格闘能力を誇る。ノロイダーと激闘を繰り広げるも動きを止められ、さらにロボまるにパオンパを投げつけられる。最後はパオンパ共々ロボまるとノロイダーに敗れる。その後、カーメンおじさんの家に向かうユースケらと交戦し、タンサンに倒された。
ハメド
ファラオのような姿のロボポン。砂の中を自由自在に移動することができるという能力を持つ。その能力でロボまるを苦戦させるも、初めてユースケとロボまるの意志通りにメタモルアームが変形し、冷凍砲となって地面を凍らせたため戦術を封じられ、ナパームナックルで敗れる。カーメンおじさんの家付近での戦闘では、プラティナによってストーンを投げつけられて敗れた。
カーメンおじさんの家族
カーメンおじさんの妻子たち。妻、長女、性別が明かされていない赤子の2人の子供で構成される。妻は他者には優しいがかなりの恐妻で、カーメンおじさんが働かないことに不満を漏らしつつも、腹を立てた様子で彼を家に連れ戻した。

#### スペシャリスト6とその関係者
ブルート
スペシャリスト6（以下S6）。コヅレサーカスの座長で、オネエ口調で喋る。サーカスを繁盛させるべく、謎の生物パッパ族を探している。マゾヒストの気がある。20年前の世界でかっぱっぱを捕まえるも、ユースケたちにより奪還される。さらに現代にてパッパ族捕獲のために向かったネンジ谷でエクストーン6を手に入れたユースケと対戦。サーカス存続の苦労を語りつつ善戦するも、社員十三人と借金を背負ったユースケの思いとロボマルスやマーシャスの奮戦に敗れる。敗北後はブルーノ共々放心状態となったところにトリペルによって催眠をかけられ、親子揃って花恐怖症となった挙句（トリペルはパッパ族のことを忘れさせようと催眠をかけたが失敗した）、花に擬態したパッパ族に驚いてブルーノと仲良く逃走した。
メーデル
植物の特性を持つロボポンで、茨の蔓でできた鞭を武器にして戦う。もとはレッドンのロボポン「バイオード」だったが、ユースケたちとの戦闘でアクアナックルに吹き飛ばされて敗れる。しかし、20年前の世界に置き去りにされた後にブルートに拾われ、そのまま彼のロボポンとなる。植物の特性を持つため水をかけられるとパワーアップし、蔓の鞭も太く強力になる。ただし、過剰に水を吸収すると逆に弱ってしまうという弱点を持つ。語尾に「～ッシャ」を付ける。
キカガクの力で体を描きかえることにより「トゲッター」へとパワーアップすることが可能。蔓の鞭の本数が増えるだけでなく、相手のエネルギーを吸い取る「すいとり草」の種をばら撒くことができる。ロボマルスにすいとり草を植え付けて追い詰めるが、キカガクが元通りに描き直したため形成が逆転。蔓を掴まれて振り回され、空の彼方に投げ飛ばされて場外負けした。
キカガク
電球のような頭にベレー帽を被った画家型ロボポンで、語尾に「～っス」を付ける。描いた絵を実体化させる能力を持ち、爆弾の絵を描いて攻撃する、体を描き直して傷の修繕をする、体を描き変えてパワーアップするといったことができる。ただし、金は難しくて描けないとのこと。その能力でストーンやプラティナに大ダメージを与え、更に自身の足を描き変えて俊足となり、能力で偽装した風景を活かしたトリックでマーシャスを誘導し、場外に追い込む。メーデルにすいとり草を植えられて苦戦するロボマルスの体に爆弾を描いて倒そうとするもロボマルスに捕まり、慌てて爆弾を消すも元通りの姿に描き直してしまい、ロボマルスが振り回すトゲッターに激突し、場外に吹き飛ばされる。
ゴールデン
プラティナと同じタイプの大型ロボポン。マーシャルとストーンの猛攻を受けてダウンするも、キカガクの援護で復活。しかし、マーシャスに進化したマーシャルの猛攻を受けて吹き飛ばされ、ストーン・プラティナ・シルバルガを巻き込んで場外となる。ゲーム版では「ゴールダー」の最終進化形態「ゴールドン」が新たに進化した姿である。
シルバルガ
プラティナと同じタイプの大型ロボポン。プラティナとの戦闘中、マーシャスに吹き飛ばされたゴールデンに巻き込まれてプラティナやストーンもろとも場外となる。ゲーム版では「シルバード」の最終進化形態「シルバーン」が新たに進化した姿である。
ブルーノ
ブルートの息子で、語尾に「～ぞい」を付ける。全身から電気を起こす「人間発電ショー」という能力を持つ。現代では筋肉質の巨漢に成長している。
ムーンA（ムーンエー）
∀ガンダムのようなデザインの大型ロボポンで、「ムーン」としか喋らない。
ボーダー
キックボードに乗ったアスリート風のロボポン。

#### スペシャリスト5とその関係者
レイナ
スペシャリスト5（以下S5）。少女の姿をしているが、実はその正体は地球人に姿を変えた宇宙人（容姿はタコ型の火星人風）で、半年前に地球見学に着た折、宇宙船の事故（燃料切れが原因）で散り散りになった仲間たちを探している。スペシャリスト5になったのは、自分が有名になれば仲間たちが気づいて集まってくれると考えたから。目からの光線でユースケとトリペルのゴーグルに特殊加工を行い、かけると地球人に偽装した自分たちの正体を見破ったり、生物以外は透けて見えるようにした。ユースケたちの尽力でミホたちとの再会を果たし、その後はスペシャリスト戦にてあっさりギブアップした風を装ってS5の称号をユースケに譲り、仲間たちと故郷の星に帰還した。
メスカル
メルリン
ガンマク
ナイン
レイナのロボポン。いずれもレイナがビエン捜索の依頼と引き換えにS5の称号を譲ったため、ユースケたちと戦うことはなかった。宇宙人であるレイナとどういった経緯で仲間になったのかは不明。なお、メルリンはこの登場以前にもゲーム版『2』の号外紙にてユースケによるスパークによって登場し、仲間に加わっている（ただしチュートリアル用の番外編であるため、漫画本編とは繋がらないパラレル的な扱いとなっている）。
ビエン/ミホ
自称・「ノーズの妹」の眼鏡を掛けた少女。ユキダンに一目惚れされる。その正体はレイナと同じ宇宙人で、本名は「ミホ」。機械に額を合わせることで各種データを入力する能力を持つ。母星に帰る際、ユキダンに母星の位置と自身の家までの住所を入力し、再会を願った。
アヤコ
レイナの仲間で、呑気な印象の少女。正体は宇宙人。瓶底眼鏡と「海」の字がプリントされたシャツが特徴。

#### スペシャリスト1～4とその関係者
ゾロ
ドクター=ゼロ関係者を参照。
デリシャス王
デリシャス宮殿の王で、やや舌足らずな口調で喋る小柄な中年男性。ジャック・オー・ランタンを模した王冠を被っている。スペシャリスト3（以下S3）にしてスペシャリスト戦の主催者。中盤にてエクストーン2を手に入れるが、ロボオーロによって強奪されてしまう。
ジュリエット姫
デリシャス宮殿の姫で、デリシャス王の娘。
スカッド
デリシャス宮殿の空軍を構成する、大型戦闘機を模した量産型ロボポン。頭部左右に機関砲を装備。デリシャス王の命でデスガイアを迎え撃つも、あえなく全滅した。
タイクーダ、リニア、サスリ
デリシャス宮殿の陸軍を構成するロボポンたち。対空ミサイル砲型で量産されており、ミサイルを発射可能なタイクーダ・背中の磁石から電磁ビームを発射するリニアモーターカー型のリニア・サソリ型で尻尾部分からミサイルを発射するサスリが登場したが、デスガイアのメインレーザー砲の前に全滅。
ウインタ
スペシャリスト4（以下S4）。眼鏡をかけた成人男性。ゾロにあっけなく敗れる。
ゲーム版では卑劣な性格をしている。
カプリッチョ
スペシャリスト2（以下S2）。カプリコ人という種族の老人。ゾロに敗れる。
ノリカ
スペシャリスト1（以下S1）で、活発な性格の女性。ストーリーの本筋には関係なかったため本編には登場せず、おまけ4コマのみ登場。自分の処遇に腹を立てていたが、ナースの痛烈なツッコミで止めを刺された。

#### その他
ケンゴ
ユースケたちが流れ着いたババル村の住人。孤児院を経営しており、子供たちのためにスペシャリストの道を志す。
ホフマン
ババル村にあるロボポン博物館の館長。「村の外に出ては危険」とユースケに腕試しを行う。
キンちゃん
ホフマンがスパークによって作り出したロボポンで、金太郎型。ブースター付きの鉞が武器で、パンチや相撲を用いた格闘戦も得意とする。ロボまるとの腕試しの末、メタモルナックルにより現れた小型ロボまる軍団のくすぐりに敗れる。
使用技
マサカリ投法（マサカリとうほう）
鉞を投げ、ブースターで飛行させる。
キンちゃんバンド
強烈なパンチを繰り出す。
ヨコヅナ
ヒンクルの町でのG1戦を行っていた少年（どちらがG1・G2なのかは不明）のパートナーである力士型ロボポン。語尾に「～でごわす」を付ける。ハニワンとの試合を行い、互角に渡り合っていたところにカーメンおじさんの部下が投げ込んだ爆弾の爆発を受ける。ハニワン共々カーメンおじさん一味を排除しようとするも、パオンパとケンタウロに瞬殺される。
ハニワン
ヒンクルの町で行われたG1戦参加者の少年のパートナーロボポンで、遮光器土偶型。ヨコヅナと対戦中にカーメンおじさん一味の妨害に遭い、ヨコヅナ共々パオンパとケンタウロに敗れる。
テイカー
20年前のノゲイラ遺跡（エクストーン7が隠されていた）を「聖地」と呼称し守護する、棺に右腕が付いた姿の量産型ロボポン。語尾を不気味に伸ばす口調で喋り、遺跡の地下には同型機が多数潜伏している。右手による跳躍により身軽に動ける他、強固な装甲を誇る。内一体は遺跡にやって来たユースケたちを襲うが、一時的にロボマルスに進化したロボまるに敗れる。
スペシャリスト戦専属アナウンサー
スペシャリスト決定戦のアナウンサーを務める人型ロボポン。スペシャリストに挑戦する際に必要なエクストーンとスペシャリストの紋章が反応した時、他のスタッフたちと共に転送される。外見はアナウンサーロボポンに酷似しているが、額の「す」の字と細い眉毛、サングラスが特徴。終盤にてビスコ対ゾロのスペシャリスト4決定戦のため、デスガイア内部に転送された際には他のスタッフ共々怯えていた。
スペシャリスト戦公式レフェリー
スペシャリスト決定戦の際に転送され、審判を務める人型ロボポン。審判ロボポンと酷似しているがこちらはタキシードが黒で、額に「す」の字がある。
テレビ中継用パラボ
スペシャリスト決定戦にてテレビ中継を担当するロボポン。通常のパラボとの違いはパラボラに描かれた「す」の字。
かっぱっぱ
河童のような姿の種族・パッパ族の少年。20年前の世界でコヅレサーカスに捕まって見世物にされそうになっていたが、ユースケたちによって救出される。その後は人間のことを知るため、現代においては人語を喋り、永遠に咲き続ける花となって世の中を見守る道を選んだ。
るっぱっぱ
20年前の世界でユースケたちが出会ったパッパ族の少女で、かっぱっぱの親友。当初は人間であるユースケたちを信用していなかったが、彼らがかっぱっぱを救出したことにより和解。かっぱっぱと共に花となって世を見守る。
パッパ族の長老
パッパ族を統べる長老で、目が隠れるほどの大きい眉毛と口髭（いずれも色は白）が特徴。ユースケたちがかっぱっぱを救出した後は、同族たちと共に頭部の皿を花に見立てて擬態している。現代ではあご髭が伸びており、ユースケたちにかっぱっぱ救出の礼として自身らの所持していたエクストーン6を託す。

### ロボットポンコッツ豪
『2』の後の世界を舞台にしたオリジナルエピソード。
途中で打ち切られる形となった上、最終話を収録した単行本も刊行されなかったが2019年11月に完全版が刊行された。

#### 主要キャラクター（豪）
マルス
豪編の主人公ロボポンでロボまるの量産型の1人。前作の主人公・ユースケの相棒であるロボまるの進化形態であるカスタまるに憧れており、自身もカスタまるになる事を目指している。
ロボまるとは逆に熱血漢で一人称は「オイラ」。彼を初めとした量産型のマルスはロボまる人気のブームで大量に生産されたが、オリジナルに比べると性能が低いこともあり、ブームが過ぎた頃にはその多くが人間に捨てられた。本作の主人公の一人であるマルスはその事情を知っているため、おっちゃん以外の人間には不信感を抱いていたが、外の世界で出会ったケンたちとの交流で心を開いていき、チーム水洋館の一員にもなる。
通常のマルスと比較して育ての親であるおっちゃんとの手により、各部に改造が施してあり、部分的に変形、パワーアップできる。得意技は変形した脚から放つファイアシュート。TKOと書かれたハチマキがトレードマークでマルスの感情に合わせて、文字が変わる。
ケン
ラクガンの町でマルスが出会った少年。
明るく素直だが少し天然。マルスのパートナーになる。
ヒカル
ケンの姉でロボポン病院を開業している。
ケン以上に天然。
カックン
蚊型のロボポン。
当初は山賊と一緒に悪さをしていたがマルスと行動を共にする。
ホワチョウ
道場破りで各地を回っているロボポン。
功夫とヌンチャクを駆使して戦う。マルスとの勝負に敗れてからは一緒に旅をすることに。
サンショウ
各地のバトロボ大会に出場している凄腕のバトラー。見た目は子供のようだがれっきとした大人である。
ジュバーク
サンショウの所有するロボポン。前2作に登場したノロイダーに酷似している。胸部の閉じた眼の部分が開くと、とてつもない力を発揮する。
クミン
チーム正義（ジャスティス）のリーダー。メルリアスに加え、人魚型のロボポン・ルフィンを2体従えている女性。
メルリアス
クミンが所有しているロボポン。
「強くて優しくてカッコよく素敵な変身まで出来る」伝説のロボポン・カスタまるに憧れている。それゆえに量産型のマルスのことは「偽者」と見下しており、マルスとは犬猿の仲。
ゲーム版では『64』から登場したロボまるの女性型とも呼べるロボポン・メルリンの進化した姿である。
デスパー
指名手配中の凶悪なロボポン。当初はボディを分裂させ、トウブ・キャクブ・ウワン・サワンという4体のロボポンを装っていたが、マルスとの戦いで苦戦し、正体を現す。
カイエン
デスパーを所有している人間と思われていたが、実はロボポンでデスパーの本体。
謎のロボポン
虚無僧の格好をした正体不明のロボポン。
尺八で「ドナドナ」を演奏し、山賊との戦いでピンチに陥ったマルスを救った。ジュバークとは顔見知り。
その正体は前作に登場したコジロウ。マルスを開発したとされる人物に頼まれ、ケンとともにするマルスを見守っている。
なお、前作から本作へ直結する登場人物はコジロウのみであり、ユースケとロボまるはイメージ内のみの登場となっている。